# Gouvernement Tiangaye II
Ve République
Gouvernement Tiangaye I Gouvernement Tiangaye III
Le Gouvernement Tiangaye 2 est le gouvernement de la République centrafricaine de la publication du décret présidentiel  du 31 mars 2013, jusqu’à la nomination du Gouvernement Tiangaye 3, en juin 2013. Il s’agit du premier gouvernement nommé par le Président Michel Djotodia.

## Composition
Le gouvernement est constitué du premier ministre, de 5 ministres d’État, 20 ministres, 9 ministres délégués et le cabinet de la Présidence de la république; 2 ministres.

### Premier ministre
- Premier ministre, Ministre des finances et du budget : Nicolas Tiangaye

### Ministres d’État
- Ministre d’État des mines et de l’hydraulique chargé du pétrole : Djono Ahaba
- Ministre d’État à l’Équipement, porte-parole du gouvernement : Crépin Mboli-Goumba
- Ministre d’État chargé de la Sécurité Publique : Noureddine Adam
- Ministre d’État des  eaux et  forêts : Mohamed Daffhane
- Ministre d’État chargé de la Communication : Christophe Gazam Betty

### Ministres
- Ministre de la Défense nationale : Michel Djotodia
- Ministre des Postes et télécommunications : Henri Pouzère
- Ministre des Affaires étrangères :   Charle Doubane
- Ministre du Plan :  Abdalla Kadr
- Ministre du Commerce: Amalas Amias
- Ministre de l’Administration du territoire : Aristide Sokambi
- Ministre de l’Education et de l’enseignement supérieur : Marcel Loudegue
- Ministre du Transport et de l’aviation civile : Djoubaye Abazene
- Ministre des Finances  et du budget : Georges Bozanga
- Ministre de la Justice:  Arsène Sendé
- Ministre de la Sante, Population et Sida : Aguide Soubouk
- Ministre des PME et climat des affaires : Maurice Yondo
- Ministre du Développement rural : Jérémie Tchimanguere
- Ministre des Affaires sociales : Marie-Madeleine Moussa Yadouma
- Ministre de la Fonction publique : Sabin Kpokolo
- Ministre de l’Urbanisme : Resigala Ramadan
- Ministre du Logement et de l’habitat : Marie-Madeleine Nkouet
- Ministre de la Jeunesse et des sports : Hissène Abdoulaye
- Ministre du Tourisme : Mahamat Yacoub
- Ministre chargé du Secrétariat général du gouvernement : Ahamat Arol Déa

### Ministres délégués
- Ministre délégué à la Défense chargé du DDR : Bertrand Mamour
- Ministre délégué à l’Économie, au plan: Bounandele Koumba
- Ministre délégué aux Affaires étrangères : Anne-Victoire Yakoussoube
- Ministre délégué chargé des pôles de développement :  Mbremaidou Christophe
- Ministre délégué au développement rural, chargé de l’élevage : Joseph Bendounga,
- Ministre délégué à l’Éducation nationale, chargé de l’Enseignement fondamentale : Claude Lenga
- Ministre délégué à l’Urbanisme, chargé de la reforme foncière : Honoré Ndouba,
- Ministre délégué aux eaux et forêts, chargé de l’environnement et de l’écologie : Paul Doko
- Ministre délégué à la Régionalisation: Parfait Kongo

### Cabinet de la Présidence de la République
- Ministre directeur de cabinet à la Présidence : Mahamat Kamoun
- Ministre Conseiller Diplomatique et aux organisations Internationales : Dieudonné Salamatou
- Directeur de cabinet adjoint : Idriss Salao
- Chef de cabinet particulier : Fotor Abdel Djoubar
- Secrétaire Général à la Présidence de la République : Étienne Boda